# Peter Sinclair
Peter Sinclair (ur. 16 listopada 1934 w Sydney) – australijski oficer i działacz społeczny. W latach 1948–1989 służył w Royal Australian Navy (RAN), gdzie doszedł do stopnia kontradmirała i stanowiska zastępcy szefa sztabu. W latach 1990–1996 był gubernatorem Nowej Południowej Walii.

## Życiorys

### Kariera wojskowa
Z marynarką wojenną związał się już jako trzynastolatek, kiedy to został kadetem w Royal Australian Naval College w Terytorium Jervis Bay. Kontynuował naukę w Royal College of Defence Studies w Londynie. Po powrocie do Australii służył na kilkunastu okrętach, biorąc udział m.in. w wojnie koreańskiej i wojnie wietnamskiej. W 1970 po raz pierwszy został dowódcą okrętu, którym był niszczyciel HMAS Duchess. W 1972 został przeniesiony na HMAS „Hobart”. W 1977 został wycofany z czynnej służby na morzu i skierowany do pracy urzędniczo-sztabowej.
W latach 1978-79 był dowódcą bazy morskiej HMAS Penguin w Sydney, a następnie dyrektorem planowania morskiego RAN (1979-80). W 1980 trafił do Departamentu Obrony w Canberze, gdzie został dyrektorem generalnym personelu wojskowego w dziale strategiczno-międzynarodowym. Następnie zajmował stanowisko zastępcy dowódcy zaopatrzenia RAN (1983-84). W 1984 objął kierownictwo projektu utworzenia Australian Defence Force Academy, wspólnej akademii dla wszystkich rodzajów australijskich sił zbrojnych. W latach 1984-86 był pierwszy komendantem Akademii. W 1987 został dowódcą operacyjnym RAN. W 1989 zajmował krótko stanowisko zastępca szefa sztabu RAN, po czym w wieku 55 lat przeszedł na wojskową emeryturę.

### Kariera cywilna
Początkowo po odejściu z wojska planował osiąść na swojej farmie w okolicy miasteczka Tea Gardens i zająć się hodowlą bydła. W 1990 na prośbę władz Nowej Południowej Walii dowodził operacją ratowniczą w trakcie powodzi, jaka nawiedziła wówczas część stanu. W tym samym roku na raka płuca wywołanego przez służbę na pełnych azbestu okrętach zmarł jego kolega z RAN David Martin, który przez nieco ponad półtora roku pełnił urząd gubernatora Nowej Południowej Walii. Ówczesny premier stanu Nick Greiner uznał, że wypada, aby w tej sytuacji następcą Martina został inny oficer i zaproponował na to stanowisko Sinclaira. Po uzyskaniu akceptacji Elżbiety II, którą gubernator formalnie reprezentuje w swoim stanie, 8 sierpnia 1990 został zaprzysiężony. Pełnił urząd do 1 marca 1996.
Wkrótce po odejściu z urzędu gubernatorskiego Sinclair został powołany na stanowisko przewodniczącego Rady Orderu Australii, zajmującej się oceną kandydatów zgłaszanych do tego najwyższego australijskiego odznaczenia. W 2001, gdy jego kadencja w tym gremium dobiegła końca, przeszedł na emeryturę i osiadł na swojej farmie. Pozostaje jednak aktywny w wielu organizacjach pozarządowych, chętnie wygłasza też prelekcje oparte na swoich doświadczeniach w służbie publicznej.

### Odznaczenia i wyróżnienia
Jest kawalerem licznych odznaczeń wojskowych, a także zarówno cywilnej, jak i wojskowej wersji Orderu Australii. Posiada także dwa doktoraty honoris causa, przyznane przez University of Sydney oraz Southern Cross University.